# Amor nello specchio
Amor nello specchio è un film del 1999 scritto e diretto da Salvatore Maira.
Il film racconta le vicende artistiche e sentimentali del capocomico e drammaturgo della prima metà del Seicento Giovan Battista Andreini durante la scrittura, le prove e la prima rappresentazione della commedia che dà il titolo al film (e di cui lo stesso Maira ha curato un'edizione critica).

## Trama
Nel 1619, presso la corte dei Gonzaga a Mantova presta servizio la celebre compagnia dei Fedeli, guidata da Giovan Battista Andreini. Quando si infatua della giovane e ambiziosa Lidia e la accoglie nella compagnia, scatenando la furibonda gelosia sentimentale e professionale della moglie e primadonna Virginia, Andreini decide di sfruttare abilmente la situazione di conflitto come ispirazione per una nuova commedia e spera anche di placare in questo modo a rivalità tra le due donne facendo condividere loro il palcoscenico e spingendole a rispecchiarsi nei ruoli che sono chiamate a interpretare.
Mentre la compagnia è impegnata ad allestire il nuovo spettacolo al teatro di Sabbioneta, con l'aiuto degli straordinari meccanismi ottici inventati dal gesuita padre Attanasio, arte e vita finiscono per intrecciarsi e influenzarsi a vicenda: le due attrici, che nella finzione si innamorano l'una dell'altra per un equivoco, anche nella realtà sviluppano dapprima un'ambigua amicizia (alimentata deliberatamente da Virginia con l'intento di conquistare con il proprio carisma la donna più giovane e portarla al suo fianco contro il marito) e poi un'autentica passione amorosa, speculare a quella della commedia.
Ottenuto finalmente dal Duca il permesso di lasciare Mantova per raggiungere Parigi e accogliere l'invito di esibirsi di fronte al re Luigi XIII di Francia, i Fedeli presentano con grande successo alla corte francese le loro opere più conosciute e anche una prima, incompleta versione della nuova commedia, Amor nello specchio. Quando sono però costretti ad andarsene, per motivi politici che non li riguardano direttamente, Virginia e Lidia lasciano prevalere il sentimento reciproco sul senso di appartenenza alla compagnia e se ne vanno via insieme, da sole, abbandonando Andreini e compagni a un tormentato tragitto di ritorno verso casa, durante il quale il capocomico, benché colpito dall'assenza delle sue muse, da nuovi abbandoni e dalla morte di Artemio, uno dei suoi più importanti collaboratori, riesce a completare la commedia.
Quando le due protagoniste si riuniscono infine alla compagnia, Amor nello specchio può essere finalmente rappresentata a Sabbioneta, dove il nobile pubblico e gli stessi attori della compagnia ammirano a bocca aperta, alla fine della rappresentazione, uno spettacolo di lanterna magica organizzato dal capocomico e da padre Attanasio. Una didascalia finale ci informa che di lì a pochi anni Virginia morirà di peste, Giovan Battista Andreini sposerà l'amante Lidia e la Compagnia dei Fedeli sarà invitata nuovamente a Parigi, dove il giovane Molière assisterà ai suoi spettacoli.

## Produzione
Salvatore Maira, studioso di letteratura italiana, si interessava già da alcuni anni ad Amor nello specchio, commedia in 5 atti pubblicata nel 1622 a Parigi dal capocomico e letterato fiorentino Giovan Battista Andreini, che l'aveva scritta per la moglie Virginia Ramponi e l'amante Virginia Rotari.  Alla fine degli anni Novanta del Novecento, Maira decide di partire da questa commedia teatrale (già recuperata dodici anni prima da Luca Ronconi in teatro a Ferrara), per un film sul teatro e, al tempo stesso, anche sul cinema. Introduce infatti nella vicenda secentesca, ispirata alla vera vita di Andreini, delle sue donne e della Compagnia dei Fedeli, il personaggio di padre Attanasio, chiaramente ispirato fin dal nome a quell'Athanasius Kircher a cui si attribuisce tra le altre cose l'invenzione della lanterna magica, principale antenato remoto del cinema. Nella realtà storica Kircher non avrebbe potuto incontrare Andreini, poiché giunse in Italia quando il capocomico era già morto. Ma Salvatore Maira si prende questa licenza di date per raccontare, insieme alle meraviglie del teatro, anche quelle del cinema.
Per mostrare gli "effetti speciali" del teatro barocco, il regista ricorre nel film a effetti speciali cinematografici tradizionali, in buona parte non digitali (soprattutto per le strane creature diaboliche che escono magicamente da un tappeto e da un baule, ispirate ai dipinti di Hieronymus Bosch). Una delle scene chiave del film, quella dell'orgia sul palcoscenico accompagnata da una tarantella e vagamente ispirata al Giudizio universale, durava inizialmente più di cinque minuti (nel film montato si riduce a un minuto circa), costituendo quasi una piccola unità narrativa a sé. Richiese una settimana intera di prove e fu affidata a danzatori e danzatrici di professione, ma anche ad alcune cubiste (le quali, come ricordava la coreografa Isabella Venantini, furono all'inizio guardate con disprezzo dai danzatori professionisti, poi però furono loro a ispirare e guidare i professionisti della danza e non viceversa come si potrebbe credere).

## Critica
La critica si è divisa a proposito di questo film. 
Alla notevole ricostruzione storica, con gli straordinari ambienti offerti dai palazzi mantovani e dal teatro di Sabbioneta (valorizzati dalle scenografie di Antonello Geleng) corrisponde secondo Fabrizio Liberti (FilmTV) un «eccessivo autocompiacimento formale» e secondo Silvio Danese (Il Giorno) «una vicenda didascalica e obsoleta». Addirittura, il Dizionario dei film Mereghetti definisce senza mezze misure «questo tentativo di rievocare un mondo libertino ante litteram, in bilico tra repressione e genialità, un modesto, volgare e inutile pasticcio».
Ma Irene Bignardi lodò su Repubblica questo film «così singolare nel panorama italiano per ispirazione e fantasia produttiva» sottolineando come Maira «muove con bravura la macchina teatrale e ricostruisce con gusto e fantasia l'atmosfera delle corti e del teatro secenteschi», anche se la sceneggiatura è «spesso più cerebrale che accattivante, più intelligente che appassionante». Tullio Kezich, sul Corriere della Sera, sottolineò – citando un altro film sulla rivalità femminile in teatro, Eva contro Eva – la bravura delle attrici protagoniste, «la carismatica Anna Galiena e l'attraente Simona Cavallari», la raffinata fotografia di Maurizio Calvesi, la splendida ambientazione e, «in un complesso di attori ben intonato, Maurizio Micheli, odioso e ricattatorio ministro di polizia; da premio il prete incantatore di Quinto Parmeggiani».
Secondo Gianni Canova, intervistato per i contenuti extra del dvd del film uscito nel 2005, Amor nello specchio è «uno dei film italiani più importanti degli ultimi dieci anni», per l'originalità produttiva, la riflessione sul mestiere dell'attore, il gioco di sovrapposizioni tra finzione e realtà, l'uso visionario del tema dello specchio e del doppio, l'omaggio dichiarato e commovente al cinema (con tutto che il film sia ambientato nel Seicento) e l'estrema raffinatezza ed eleganza della messinscena.

## Distribuzione del film ed edizioni teatrali
Il film è stato presentato in anteprima al Toronto International Film Festival il 17 settembre 1999 ed è stato distribuito nelle sale cinematografiche italiane il 19 novembre 1999.
È stato distribuito in DVD da Dolmen Home Video nel 2005.
La commedia teatrale seicentesca, Amor nello specchio, da cui trae origine il film, era stata messa in scena già nel 1987 da Luca Ronconi a Ferrara all'aperto (al Quadrivio degli Angeli). Ci sarà, tre anni dopo il film, una nuova edizione teatrale prodotta dal Teatro Comunale di Ferrara, diretta sempre da Luca Ronconi e interpretata da Mariangela Melato nel ruolo di Florinda e Manuela Mandracchia in quello di Lidia (prima rappresentazione: Ferrara, 6 luglio 2002).

## Riconoscimenti
- Grolla d'oro per le migliori musiche
- Candidatura ai David di Donatello per la migliore scenografia
- Candidatura ai Nastri d'argento per i migliori costumi